# Fjällbäcksnicka
Fjällbäcksnicka (Pohlia ludwigii) är en bladmossart som beskrevs av Brotherus 1892. Fjällbäcksnicka ingår i släktet nickmossor, och familjen Bryaceae. Enligt den finländska rödlistan är arten nära hotad i Finland. Arten är reproducerande i Sverige. Artens livsmiljö är våtmarker i fjällen (myrar, stränder, snölegor). Inga underarter finns listade i Catalogue of Life.